# Nikos Karamigios
Nikos Karamigios ist ein Filmproduzent.

## Leben
Nikos Karamigios fungierte 2012 bei Rian Johnsons Science-Fiction-Film Looper als Assistent des Produzenten Ram Bergman. Im folgenden Jahr war Karamigios bei Joseph Gordon-Levitts Regiedebüt Don Jon als Associate Producer tätig. 2015 war Karamigios Co-Producer von Natalie Portmans Literaturverfilmung Eine Geschichte von Liebe und Finsternis und Tarsem Singhs Science-Fiction-Thriller Self/less – Der Fremde in mir.
Danach arbeitete Karamigios erneut mit Rian Johnson an Star Wars: Die letzten Jedi und den Kriminalfilmen Knives Out – Mord ist Familiensache und Glass Onion: A Knives Out Mystery. Seit Februar 2020 ist Karamigios als Produzent für Rian Johnsons und Ram Bergmans Filmproduktionsunternehmen T-Street tätig. Für T-Street produzierte Karamigios 2023 Cord Jeffersons Spielfilm Amerikanische Fiktion. Der Film war bei der Oscarverleihung 2024 unter anderem in der Kategorie Bester Film nominiert, wobei Karamigios mit Jefferson, Jermaine Johnson und Ben LeClair zu den namentlich Nominierten zählte.
Karamigios ist Mitglied der Producers Guild of America.

## Filmografie
Associate Producer
- 2013: Don Jon
- 2017: Star Wars: Die letzten Jedi (Star Wars: The Last Jedi)

Co-Producer
- 2015: Eine Geschichte von Liebe und Finsternis (סיפור על אהבה וחושך)
- 2015: Self/less – Der Fremde in mir (Self/less)
- 2015: Noticed (Kurzfilm)
- 2019: Knives Out – Mord ist Familiensache (Knives Out)
- 2022: Glass Onion: A Knives Out Mystery

Producer
- 2023: Amerikanische Fiktion (American Fiction)